# 蒼空
『蒼空』（あおぞら）は、原案蒼井そら、原作倉科遼による漫画と映画が同時制作された作品である。いずれも2008年製作開始。蒼井そらの実体験をもとにフィクションを大幅に交え再構築しており、漫画版と映画版では細かな設定に違いがある。

## 漫画
作画 : 成田マナブ、原作 : 倉科遼、原案 : 蒼井そら。実業之日本社『週刊漫画サンデー』2008年4月29日号から9月16日号にかけて隔週で掲載された。蒼井そらが初めて原案を手掛けた。将来への不安に揺れ動きながら必死にもがくラブストーリーを描く。正式タイトルは『蒼空~ずっと愛して~』と副題がつく。佐賀県出身の2人が福岡に出てくる内容となっているのが特徴。

### あらすじ
桃井栞は中学時代からの恋人である山岸哲についていき福岡での生活を始めた。芸能界を目指す哲だったが、現実は無職でパチンコ三昧で夢も見失っていた。それでも信じる栞。それは哲に処女をささげた際に観た「蒼空」の美しさに希望を見出したからだった。ある日、哲は地元の後輩である徹と再会する。

### 登場人物
桃井 栞 (ももい しおり)
あどけなさが残る22歳。巨乳。佐賀県唐津出身。哲を支えるため、昼はパチンコ店。夜も毎日ではないもののスナック勤めをしている。
山岸 哲 (やまぎし てつ)
桃井栞の恋人。22歳。中学では野球部に所属していたが退部して暴走族。高校卒業後は地元の食品会社に就職したがクビとなり、現在は福岡を拠点その日暮らしの生活を送る。
大野 誠 (おおの まこと)
桃井栞と山岸哲の後輩。21歳。哲を兄のように慕っており、野球部と暴走族でも一緒だった。哲同様パチンコ漬けの生活を送るがかなり手堅い打ち方をする。哲とは野球部時代ともに右翼手のポジションを争ったことから「ライト兄弟」と呼ばれ、学生時代から即興漫才をしていた。
茜 (あかね)
栞が勤務するパチンコ店の同僚。髪型は黒髪ツインテール。思ったことはズバズバ言う性格で、おっとり型の栞をいじって楽しむ一面もあるが、ヒモ生活を送る哲のことを快く思っておらず、栞のことはいつも心配している。
徹 (とおる)
哲や誠の暴走族時代の先輩。その後暴力団「産泥組」の構成員となり、いくつかの風俗店も管理している。経営状態がよくないことから栞を風俗スカウト。哲と誠も利用しようと画策。誠を組員としてスカウトする。
マキ
徹の情婦で風俗嬢。徹がオーナーを務める店に勤務している。無職の哲を軽蔑しながらも、ひたむきな栞への想いについては羨む一面も持つ。

## 映画
2008年9月22日、TMCからレンタル開始。翌日となる9月23日に劇場公開。撮影スケジュールの都合もあり、九州から東京に上京した設定に変更され、作中の舞台も東京である。また作劇都合から哲と誠は「目標や夢を失っている」設定から「フォークシンガーとして芸能界を目指す」設定に変更。またこれに伴い、芸能界デビューが遠い哲と誠のカウンターとして、栞に「芸能界を目指していないのにフラビアアイドルとしてスカウトされてしまう」という要素が加えられた。

### キャスト
- 栞 : 蒼井そら[2]
- 哲 : 村中かずき[2]
- 誠 : シンスケ
- 玲子 : 正田美里
- 徹 : 兼松若人
- 茜 : 安堂サオリ
- 持田茜
- 佐藤祐一
- 吉岡睦雄
- 今野梨乃

### スタッフ
- 原案 : 蒼井そら
- 企画・原作 : 倉科遼
- 脚本・監督 : 城定秀夫
- 製作 : 海津昭彦
- プロデューサー : 三波聖治、久保和明
- 撮影・照明 : 田宮健彦
- 音楽 : タルイタカヨシ
- 制作 : ティーエムシー
- 制作協力：レオーネ
- 製作・配給 : ティーエムシー

### 主題歌
- 作詞作曲：タルイタカヨシ『ピンク色の果実』